# Phú Hữu (An Giang)
Phú Hữu is een xã in het district An Phú, een van de districten in de Vietnamese provincie An Giang in de Mekong-delta. Phú Hữu ligt op de oostelijke oever van de Hậu.